# Ricardo Bravo
Ricardo Alberto Bravo (25 giugno 1970) è un ex calciatore peruviano, di ruolo difensore.